# World League di pallavolo 2016
La World League di pallavolo 2016 si è svolta dal 16 giugno al 17 luglio 2016: al torneo hanno partecipato trentasei squadre nazionali e la vittoria finale è andata per la prima volta alla Serbia.

## Regolamento

### Formula
Le squadre, divise in tre gruppi, hanno disputato una prima fase a gironi con formula del girone all'italiana; al termine della prima fase:
- Le prime tre classificate del gruppo 3 e la squadra del paese organizzatore (nel caso in cui sia stata tra le prime tre classificate, si è qualificata la quarta classificata del gruppo 3) hanno acceduto alla fase finale strutturata in semifinali, finale per il terzo posto e finale: la vincitrice è promossa nel gruppo 2 per l'edizione 2017.
- Le prime tre classificate del gruppo 2 e la squadra del paese organizzatore (nel caso in cui sia stata tra le prime tre classificate, si è qualificata la quarta classificata del gruppo 2) hanno acceduto alla fase finale strutturata in semifinali, finale per il terzo posto e finale: la vincitrice è promossa nel gruppo 1 per l'edizione 2017.

L'ultima classificata del gruppo 2 è retrocessa nel gruppo 3 per l'edizione 2017 (nel caso in cui l'ultima classificata è la squadra del paese organizzatore della fase finale, è retrocessa la penultima classificata del gruppo 2).
- Le prime cinque classificate del gruppo 1 e la squadra del paese organizzatore (nel caso in cui sia stata tra le prime cinque classificate, si è qualificata la sesta classificata del gruppo 1) hanno acceduto alla fase finale strutturata con una fase a gironi con formula del girone all'italiana, dove le prime due classificate di ogni girone hanno acceduto alla Final Four, strutturata in semifinali, finale per il terzo posto e finale.

L'ultima classificata del gruppo 1 è retrocessa nel gruppo 2 per l'edizione 2017 (nel caso in cui l'ultima classificata è la squadra del paese organizzatore della fase finale, è retrocessa la penultima classificata del gruppo 1).

### Criteri di classifica
Se il risultato finale è stato di 3-0 o 3-1 sono stati assegnati 3 punti alla squadra vincente e 0 a quella sconfitta, se il risultato finale è stato di 3-2 sono stati assegnati 2 punti alla squadra vincente e 1 a quella sconfitta.
L'ordine del posizionamento in classifica è stato definito in base a:
- Numero di partite vinte;
- Punti;
- Ratio dei set vinti/persi;
- Ratio dei punti realizzati/subiti;
- Risultati degli scontri diretti.

## Squadre partecipanti
| Squadra       | Qualificazione             | Ultima partecipazione |
| ------------- | -------------------------- | --------------------- |
| Australia     | 8ª alla World League 2015  | World League 2015     |
| Argentina     | 11ª alla World League 2015 | World League 2015     |
| Belgio        | 12ª alla World League 2015 | World League 2015     |
| Brasile       | 5ª alla World League 2015  | World League 2015     |
| Bulgaria      | 10ª alla World League 2015 | World League 2015     |
| Canada        | 15ª alla World League 2015 | World League 2015     |
| Cina          | 24ª alla World League 2015 | World League 2015     |
| Corea del Sud | 18ª alla World League 2015 | World League 2015     |
| Cuba          | 18ª alla World League 2015 | World League 2015     |
| Egitto        | 21ª alla World League 2015 | World League 2015     |
| Finlandia     | 15ª alla World League 2015 | World League 2015     |
| Francia       | 1ª alla World League 2015  | World League 2015     |
| Germania      | Wild card                  | World League 2014     |
| Giappone      | 13ª alla World League 2015 | World League 2015     |
| Grecia        | 25ª alla World League 2015 | World League 2015     |
| Iran          | 7ª alla World League 2015  | World League 2015     |
| Italia        | 5ª alla World League 2015  | World League 2015     |
| Kazakistan    | 28ª alla World League 2015 | World League 2015     |
| Messico       | 30ª alla World League 2015 | World League 2015     |
| Montenegro    | 22ª alla World League 2015 | World League 2015     |
| Paesi Bassi   | 13ª alla World League 2015 | World League 2015     |
| Polonia       | 4ª alla World League 2015  | World League 2015     |
| Porto Rico    | 28ª alla World League 2015 | World League 2015     |
| Portogallo    | 18ª alla World League 2015 | World League 2015     |
| Qatar         | Wild card                  | Debutto               |
| Rep. Ceca     | 15ª alla World League 2015 | World League 2015     |
| Russia        | 8ª alla World League 2015  | World League 2015     |
| Serbia        | 2ª alla World League 2015  | World League 2015     |
| Slovacchia    | 23ª alla World League 2015 | World League 2015     |
| Slovenia      | 1 all'European League 2015 | Debutto               |
| Spagna        | 25ª alla World League 2015 | World League 2015     |
| Stati Uniti   | 3ª alla World League 2015  | World League 2015     |
| Taipei cinese | Wild card                  | Debutto               |
| Tunisia       | 30ª alla World League 2015 | World League 2015     |
| Turchia       | 25ª alla World League 2015 | World League 2015     |
| Venezuela     | 30ª alla World League 2015 | World League 2015     |

## Torneo

### Fase a gironi

#### Gruppo 1

##### Primo week-end
| Girone A1 | Girone B1   | Girone C1 |
| --------- | ----------- | --------- |
| Australia | Argentina   | Bulgaria  |
| Belgio    | Brasile     | Polonia   |
| Francia   | Iran        | Russia    |
| Italia    | Stati Uniti | Serbia    |

###### Girone A1
| 17 giugno 2016 Sydney Super Dome, Sydney Durata: 1h:20 - Spettatori: 2 100 | Francia   | 3 - 0 | Italia  | 25-23, 25-22, 25-18               |
| 17 giugno 2016 Sydney Super Dome, Sydney Durata: 1h:25 - Spettatori: 2 520 | Australia | 0 - 3 | Belgio  | 27-29, 18-25, 22-25               |
| 18 giugno 2016 Sydney Super Dome, Sydney Durata: 1h:19 - Spettatori: 3 000 | Belgio    | 0 - 3 | Italia  | 15-25, 23-25, 21-25               |
| 18 giugno 2016 Sydney Super Dome, Sydney Durata: 1h:13 - Spettatori: 4 426 | Australia | 0 - 3 | Francia | 14-25, 18-25, 21-25               |
| 19 giugno 2016 Sydney Super Dome, Sydney Durata: 2h:08 - Spettatori: 2 000 | Belgio    | 3 - 2 | Francia | 13-25, 26-24, 21-25, 25-18, 15-12 |
| 19 giugno 2016 Sydney Super Dome, Sydney Durata: 1h:27 - Spettatori: 2 500 | Australia | 0 - 3 | Italia  | 23-25, 23-25, 20-25               |

###### Girone B1
| 16 giugno 2016 Arena Carioca 1, Rio de Janeiro Durata: 1h:30 - Spettatori: 3 950 | Brasile     | 3 - 0 | Iran        | 25-19, 25-16, 28-26               |
| 16 giugno 2016 Arena Carioca 1, Rio de Janeiro Durata: 2h:01 - Spettatori: 1 360 | Argentina   | 1 - 3 | Stati Uniti | 24-26, 23-25, 25-22, 22-25        |
| 17 giugno 2016 Arena Carioca 1, Rio de Janeiro Durata: 1h:19 - Spettatori: 5 520 | Brasile     | 3 - 0 | Argentina   | 25-21, 25-13, 26-24               |
| 17 giugno 2016 Arena Carioca 1, Rio de Janeiro Durata: 2h:05 - Spettatori: 3 530 | Stati Uniti | 3 - 1 | Iran        | 23-25, 25-13, 27-25, 26-24        |
| 19 giugno 2016 Arena Carioca 1, Rio de Janeiro Durata: 2h:03 - Spettatori: 9 573 | Iran        | 3 - 1 | Argentina   | 25-19, 25-15, 22-25, 25-22        |
| 19 giugno 2016 Arena Carioca 1, Rio de Janeiro Durata: 2h:02 - Spettatori: 5 437 | Brasile     | 3 - 2 | Stati Uniti | 25-22, 25-20, 21-25, 13-25, 15-11 |

###### Girone C1
| 17 giugno 2016 Dvorec Sporta Jantarnyj, Kaliningrad Durata: 1h:44 - Spettatori: 1 415 | Bulgaria | 1 - 3 | Polonia  | 25-19, 19-25, 17-25, 20-25 |
| 17 giugno 2016 Dvorec Sporta Jantarnyj, Kaliningrad Durata: 1h:35 - Spettatori: 6 020 | Russia   | 0 - 3 | Serbia   | 22-25, 32-34, 17-25        |
| 18 giugno 2016 Dvorec Sporta Jantarnyj, Kaliningrad Durata: 1h:41 - Spettatori: 1 630 | Bulgaria | 0 - 3 | Serbia   | 26-28, 25-27, 18-25        |
| 18 giugno 2016 Dvorec Sporta Jantarnyj, Kaliningrad Durata: 1h:23 - Spettatori: 6 910 | Russia   | 3 - 0 | Polonia  | 25-22, 25-19, 25-22        |
| 19 giugno 2016 Dvorec Sporta Jantarnyj, Kaliningrad Durata: 1h:22 - Spettatori: 1 345 | Serbia   | 3 - 0 | Polonia  | 25-20, 25-20, 25-23        |
| 19 giugno 2016 Dvorec Sporta Jantarnyj, Kaliningrad Durata: 1h:48 - Spettatori: 5 510 | Russia   | 3 - 1 | Bulgaria | 20-25, 25-18, 25-17, 25-22 |

##### Secondo week-end
| Girone D1 | Girone E1   | Girone F1 |
| --------- | ----------- | --------- |
| Argentina | Australia   | Brasile   |
| Francia   | Belgio      | Bulgaria  |
| Polonia   | Italia      | Iran      |
| Russia    | Stati Uniti | Serbia    |

###### Girone D1
| 24 giugno 2016 Atlas Arena, Łódź Durata: 1h:24 - Spettatori: 1 200 | Russia    | 0 - 3 | Francia   | 22-25, 34-36, 20-25               |
| 24 giugno 2016 Atlas Arena, Łódź Durata: 2h:19 - Spettatori: 4 000 | Polonia   | 3 - 1 | Argentina | 26-24, 31-29, 36-38, 25-22        |
| 25 giugno 2016 Atlas Arena, Łódź Durata: 2h:01 - Spettatori: 4 000 | Francia   | 2 - 3 | Argentina | 25-19, 21-25, 23-25, 27-25, 13-15 |
| 25 giugno 2016 Atlas Arena, Łódź Durata: 1h:43 - Spettatori: 9 800 | Polonia   | 1 - 3 | Russia    | 17-25, 20-25, 25-20, 15-25        |
| 26 giugno 2016 Atlas Arena, Łódź Durata: 1h:18 - Spettatori: 2 480 | Argentina | 3 - 0 | Russia    | 25-18, 25-20, 28-26               |
| 26 giugno 2016 Atlas Arena, Łódź Durata: 1h:26 - Spettatori: 7 000 | Polonia   | 0 - 3 | Francia   | 28-30, 20-25, 29-31               |

###### Girone E1
| 24 giugno 2016 PalaLottomatica, Roma Durata: 2h:12 - Spettatori: 3 000 | Belgio      | 2 - 3 | Stati Uniti | 25-17, 20-25, 21-25, 25-21, 10-15 |
| 24 giugno 2016 PalaLottomatica, Roma Durata: 1h:36 - Spettatori: 5 200 | Australia   | 0 - 3 | Italia      | 15-25, 27-29, 17-25               |
| 25 giugno 2016 PalaLottomatica, Roma Durata: 1h:59 - Spettatori: 2 500 | Stati Uniti | 3 - 1 | Australia   | 20-25, 25-17, 25-23, 25-20        |
| 25 giugno 2016 PalaLottomatica, Roma Durata:1h:35 - Spettatori: 4 930  | Italia      | 3 - 0 | Belgio      | 25-20, 25-17, 31-29               |
| 26 giugno 2016 PalaLottomatica, Roma Durata: 1h:27 - Spettatori: 3 000 | Australia   | 0 - 3 | Belgio      | 21-25, 22-25, 17-25               |
| 26 giugno 2016 PalaLottomatica, Roma Durata: 1h:38 - Spettatori: 8 250 | Stati Uniti | 3 - 0 | Italia      | 25-22, 25-23, 25-23               |

###### Girone F1
| 23 giugno 2016 Pionir Hall, Belgrado Durata: 1h:51 - Spettatori: 450   | Iran     | 3 - 1 | Bulgaria | 18-25, 25-20, 25-23, 25-20 |
| 23 giugno 2016 Pionir Hall, Belgrado Durata: 2h:22 - Spettatori: 8 000 | Brasile  | 1 - 3 | Serbia   | 25-19, 15-25, 21-25, 22-25 |
| 24 giugno 2016 Pionir Hall, Belgrado Durata: 1h:54 - Spettatori: 400   | Brasile  | 3 - 1 | Iran     | 25-18, 24-26, 25-16, 25-17 |
| 24 giugno 2016 Pionir Hall, Belgrado Durata: 2h:01 - Spettatori: 2 500 | Serbia   | 3 - 1 | Bulgaria | 25-18, 21-25, 25-19, 25-23 |
| 25 giugno 2016 Pionir Hall, Belgrado Durata: 1h:20 - Spettatori: 450   | Bulgaria | 0 - 3 | Brasile  | 14-25, 21-25, 12-25        |
| 25 giugno 2016 Pionir Hall, Belgrado Durata: 1h:53 - Spettatori: 3 000 | Iran     | 1 - 3 | Serbia   | 19-25, 26-24, 18-25, 21-25 |

##### Terzo week-end
| Girone G1 | Girone H1   | Girone I1 |
| --------- | ----------- | --------- |
| Belgio    | Australia   | Argentina |
| Brasile   | Bulgaria    | Iran      |
| Francia   | Russia      | Italia    |
| Polonia   | Stati Uniti | Serbia    |

###### Girone G1
| 1º luglio 2016 Palais des Sports Jean Weille, Nancy Durata: 1h:33 - Spettatori: 1 800 | Brasile | 3 - 0 | Polonia | 30-28, 25-21, 25-16               |
| 1º luglio 2016 Palais des Sports Jean Weille, Nancy Durata: 1h:17 - Spettatori: 2 000 | Francia | 3 - 0 | Belgio  | 25-19, 28-26, 25-20               |
| 2 luglio 2016 Palais des Sports Jean Weille, Nancy Durata: 2h:08 - Spettatori: 2 200  | Brasile | 3 - 2 | Belgio  | 20-25, 25-23, 22-25, 25-23, 15-11 |
| 2 luglio 2016 Palais des Sports Jean Weille, Nancy Durata: 1h:46 - Spettatori: 4 330  | Francia | 3 - 1 | Polonia | 22-25, 30-28, 25-22, 25-19        |
| 3 luglio 2016 Palais des Sports Jean Weille, Nancy Durata: 2h:01 - Spettatori: 4 470  | Belgio  | 2 - 3 | Polonia | 25-19, 23-25, 22-25, 25-20, 13-15 |
| 3 luglio 2016 Palais des Sports Jean Weille, Nancy Durata: 1h:58 - Spettatori: 4 580  | Francia | 1 - 3 | Brasile | 21-25, 24-26, 25-22, 21-25        |

###### Girone H1
| 1º luglio 2016 Kay Bailey Hutchison Center, Dallas Durata: 1h:13 - Spettatori: 4 000 | Australia   | 0 - 3 | Russia    | 19-25, 24-26, 12-25               |
| 1º luglio 2016 Kay Bailey Hutchison Center, Dallas Durata: 2h:01 - Spettatori: 7 250 | Stati Uniti | 3 - 1 | Bulgaria  | 23-25, 25-21, 27-25, 25-21        |
| 2 luglio 2016 Kay Bailey Hutchison Center, Dallas Durata: 1h:11 - Spettatori: 3 950  | Bulgaria    | 0 - 3 | Russia    | 20-25, 14-25, 18-25               |
| 2 luglio 2016 Kay Bailey Hutchison Center, Dallas Durata: 1h:20 - Spettatori: 7 096  | Stati Uniti | 3 - 0 | Australia | 25-14, 26-24, 25-15               |
| 3 luglio 2016 Kay Bailey Hutchison Center, Dallas Durata: 1h:33 - Spettatori: 8 000  | Stati Uniti | 3 - 0 | Russia    | 35-33, 25-17, 25-21               |
| 3 luglio 2016 Kay Bailey Hutchison Center, Dallas Durata: 2h:09 - Spettatori: 1 625  | Bulgaria    | 3 - 2 | Australia | 25-20, 21-25, 25-18, 23-25, 16-14 |

###### Girone I1
| 1º luglio 2016 Azadi Indoor Stadium, Tehran Durata: 2h:00 - Spettatori: 5 000  | Italia | 3 - 1 | Argentina | 25-18, 25-20, 22-25, 25-22        |
| 1º luglio 2016 Azadi Indoor Stadium, Tehran Durata: 2h:21 - Spettatori: 12 000 | Iran   | 3 - 2 | Serbia    | 18-25, 22-25, 25-22, 25-23, 16-14 |
| 2 luglio 2016 Azadi Indoor Stadium, Tehran Durata: 1h:19 - Spettatori: 12 000  | Serbia | 0 - 3 | Argentina | 23-25, 22-25, 20-25               |
| 2 luglio 2016 Azadi Indoor Stadium, Tehran Durata: 1h:30 - Spettatori: 12 000  | Iran   | 0 - 3 | Italia    | 20-25, 20-25, 21-25               |
| 3 luglio 2016 Azadi Indoor Stadium, Tehran Durata: 2h:12 - Spettatori: 8 850   | Italia | 2 - 3 | Serbia    | 19-25, 18-25, 25-19, 25-22, 15-17 |
| 3 luglio 2016 Azadi Indoor Stadium, Tehran Durata: 2h:18 - Spettatori: 12 000  | Iran   | 3 - 2 | Argentina | 25-23, 22-25, 21-25, 25-22, 16-14 |

##### Classifica
| Pos | Squadra     | Pt | G | V | P | SV | SP | Ratio | PF  | PS  | Ratio |
| --- | ----------- | -- | - | - | - | -- | -- | ----- | --- | --- | ----- |
| 1   | Brasile     | 23 | 9 | 8 | 1 | 25 | 8  | 3.125 | 793 | 681 | 1.164 |
| 2   | Stati Uniti | 23 | 9 | 8 | 1 | 25 | 9  | 2.777 | 814 | 748 | 1.088 |
| 3   | Serbia      | 21 | 9 | 7 | 2 | 23 | 11 | 2.090 | 810 | 738 | 1.097 |
| 4   | Francia     | 20 | 9 | 6 | 3 | 23 | 10 | 2.300 | 806 | 735 | 1.096 |
| 5   | Italia      | 19 | 9 | 6 | 3 | 20 | 10 | 2.000 | 715 | 654 | 1.093 |
| 6   | Russia      | 15 | 9 | 5 | 4 | 15 | 14 | 1.071 | 698 | 662 | 1.054 |
| 7   | Iran        | 9  | 9 | 4 | 5 | 15 | 22 | 0.681 | 777 | 861 | 0.902 |
| 8   | Belgio      | 11 | 9 | 3 | 6 | 15 | 20 | 0.750 | 760 | 779 | 0.975 |
| 9   | Argentina   | 10 | 9 | 3 | 6 | 16 | 20 | 0.800 | 824 | 835 | 0.986 |
| 10  | Polonia     | 8  | 9 | 3 | 6 | 11 | 22 | 0.500 | 755 | 815 | 0.926 |
| 11  | Bulgaria    | 2  | 9 | 1 | 8 | 8  | 26 | 0.307 | 706 | 810 | 0.871 |
| 12  | Australia   | 1  | 9 | 0 | 9 | 3  | 27 | 0.111 | 600 | 740 | 0.810 |

#### Gruppo 2

##### Primo week-end
| Girone A2   | Girone B2     | Girone C2 |
| ----------- | ------------- | --------- |
| Paesi Bassi | Corea del Sud | Canada    |
| Portogallo  | Cuba          | Cina      |
| Slovacchia  | Finlandia     | Egitto    |
| Turchia     | Giappone      | Rep. Ceca |

###### Girone A2
| 17 giugno 2016 İzmir Atatürk Voleybol Salonu, Smirne Durata: 1h:42 - Spettatori: 100   | Paesi Bassi | 3 - 1 | Slovacchia  | 24-26, 25-11, 25-23, 25-22        |
| 17 giugno 2016 İzmir Atatürk Voleybol Salonu, Smirne Durata: 1h:56 - Spettatori: 1 000 | Turchia     | 3 - 1 | Portogallo  | 25-22, 25-20, 28-30, 25-19        |
| 18 giugno 2016 İzmir Atatürk Voleybol Salonu, Smirne Durata: 1h:13 - Spettatori: 100   | Portogallo  | 0 - 3 | Paesi Bassi | 14-25, 18-25, 17-25               |
| 18 giugno 2016 İzmir Atatürk Voleybol Salonu, Smirne Durata: 1h:31 - Spettatori: 1 100 | Turchia     | 3 - 0 | Slovacchia  | 27-25, 25-23, 25-22               |
| 19 giugno 2016 İzmir Atatürk Voleybol Salonu, Smirne Durata: 2h:07 - Spettatori: 150   | Portogallo  | 2 - 3 | Slovacchia  | 25-18, 25-21, 21-25, 23-25, 17-19 |
| 19 giugno 2016 İzmir Atatürk Voleybol Salonu, Smirne Durata: 1h:22 - Spettatori: 1 500 | Turchia     | 3 - 0 | Paesi Bassi | 25-21, 25-20, 25-23               |

###### Girone B2
| 17 giugno 2016 Osaka Municipal Central Gymnasium, Osaka Durata: 2h:06 - Spettatori: 1 950 | Cuba      | 3 - 2 | Corea del Sud | 33-31, 25-18, 14-25, 22-25, 15-6  |
| 17 giugno 2016 Osaka Municipal Central Gymnasium, Osaka Durata: 1h:23 - Spettatori: 6 700 | Giappone  | 3 - 0 | Finlandia     | 26-24, 25-20, 25-23               |
| 18 giugno 2016 Osaka Municipal Central Gymnasium, Osaka Durata: 2h:13 - Spettatori: 8 600 | Giappone  | 2 - 3 | Cuba          | 25-27, 25-21, 25-16, 28-30, 11-15 |
| 18 giugno 2016 Osaka Municipal Central Gymnasium, Osaka Durata: 2h:24 - Spettatori: 2 100 | Finlandia | 3 - 2 | Corea del Sud | 25-22, 25-20, 27-29, 19-25, 19-17 |
| 19 giugno 2016 Osaka Municipal Central Gymnasium, Osaka Durata: 1h:41 - Spettatori: 2 650 | Cuba      | 1 - 3 | Finlandia     | 18-25, 25-15, 23-25, 23-25        |
| 19 giugno 2016 Osaka Municipal Central Gymnasium, Osaka Durata: 1h:21 - Spettatori: 9 000 | Giappone  | 3 - 0 | Corea del Sud | 25-21, 25-17, 26-24               |

###### Girone C2
| 17 giugno 2016 Budvar Arena, České Budějovice Durata: 2h:11 - Spettatori: 1 300 | Rep. Ceca | 2 - 3 | Egitto    | 25-21, 22-25, 20-25, 25-22, 12-15 |
| 17 giugno 2016 Budvar Arena, České Budějovice Durata: 1h:12 - Spettatori: 435   | Cina      | 0 - 3 | Canada    | 18-25, 22-25, 21-25               |
| 18 giugno 2016 Budvar Arena, České Budějovice Durata: 1h:18 - Spettatori: 180   | Canada    | 3 - 0 | Egitto    | 25-23, 25-19, 25-16               |
| 18 giugno 2016 Budvar Arena, České Budějovice Durata: 1h:47 - Spettatori: 3 130 | Cina      | 1 - 3 | Rep. Ceca | 25-21, 22-25, 23-25, 17-25        |
| 19 giugno 2016 Budvar Arena, České Budějovice Durata: 1h:21 - Spettatori: 230   | Egitto    | 3 - 0 | Cina      | 25-20, 28-26, 26-24               |
| 19 giugno 2016 Budvar Arena, České Budějovice Durata: 1h:46 - Spettatori: 2 360 | Rep. Ceca | 1 - 3 | Canada    | 16-25, 23-25, 26-24, 24-26        |

##### Secondo week-end
| Girone D2   | Girone E2 | Girone F2     |
| ----------- | --------- | ------------- |
| Cuba        | Egitto    | Canada        |
| Paesi Bassi | Finlandia | Corea del Sud |
| Rep. Ceca   | Giappone  | Cina          |
| Slovacchia  | Turchia   | Portogallo    |

###### Girone D2
| 23 giugno 2016 Aegon Arena, Bratislava Durata: 2h:07 - Spettatori: 1 500 | Paesi Bassi | 2 - 3 | Rep. Ceca   | 21-25, 25-19, 23-25, 25-20, 11-15 |
| 23 giugno 2016 Aegon Arena, Bratislava Durata: 1h:56 - Spettatori: 2 900 | Slovacchia  | 3 - 1 | Cuba        | 25-19, 25-23, 22-25, 25-22        |
| 24 giugno 2016 Aegon Arena, Bratislava Durata: 2h:16 - Spettatori: 1 100 | Cuba        | 2 - 3 | Rep. Ceca   | 19-25, 21-25, 26-24, 25-22, 11-15 |
| 24 giugno 2016 Aegon Arena, Bratislava Durata: 1h:44 - Spettatori: 2 800 | Slovacchia  | 1 - 3 | Paesi Bassi | 14-25, 25-21, 14-25, 23-25        |
| 25 giugno 2016 Aegon Arena, Bratislava Durata: 2h:11 - Spettatori: 900   | Cuba        | 2 - 3 | Paesi Bassi | 25-23, 25-14, 23-25, 23-25, 12-15 |
| 25 giugno 2016 Aegon Arena, Bratislava Durata: 2h:08 - Spettatori: 2 900 | Rep. Ceca   | 3 - 2 | Slovacchia  | 23-25, 25-23, 19-25, 25-18, 15-11 |

###### Girone E2
| 24 giugno 2016 Cairo Halls Complex, Il Cairo Durata: 2h:09 - Spettatori: 1 000 | Turchia   | 3 - 2 | Giappone  | 20-25, 19-25, 25-19, 25-20, 15-10 |
| 24 giugno 2016 Cairo Halls Complex, Il Cairo Durata: 1h:16 - Spettatori: 1 500 | Egitto    | 0 - 3 | Finlandia | 22-25, 17-25, 22-25               |
| 25 giugno 2016 Cairo Halls Complex, Il Cairo Durata: 2h:15 - Spettatori: 0     | Turchia   | 3 -2  | Finlandia | 19-25, 21-25, 25-21, 25-22, 15-11 |
| 25 giugno 2016 Cairo Halls Complex, Il Cairo Durata: 2h:05 - Spettatori: 2 000 | Egitto    | 3 -2  | Giappone  | 25-22, 23-25, 21-25, 25-21, 15-9  |
| 26 giugno 2016 Cairo Halls Complex, Il Cairo Durata: 1h:56 - Spettatori: 700   | Finlandia | 3 - 1 | Giappone  | 25-18, 31-29, 22-25, 25-21        |
| 26 giugno 2016 Cairo Halls Complex, Il Cairo Durata: 2h:11 - Spettatori: 2 500 | Egitto    | 3 - 1 | Turchia   | 23–25, 25–18, 25–23, 31–29        |

###### Girone F2
| 24 giugno 2016 SaskTel Centre, Saskatoon Durata: 1h:19 - Spettatori: 1 435 | Canada        | 3 - 0 | Corea del Sud | 25-20, 25-21, 25-20        |
| 24 giugno 2016 SaskTel Centre, Saskatoon Durata: 1h:41 - Spettatori: 935   | Cina          | 3 - 1 | Portogallo    | 25-18, 22-25, 25-16, 25-20 |
| 25 giugno 2016 SaskTel Centre, Saskatoon Durata: 1h:20 - Spettatori: 2 436 | Canada        | 3 - 0 | Cina          | 25-21, 25-19, 25-17        |
| 25 giugno 2016 SaskTel Centre, Saskatoon Durata: 1h:25 - Spettatori: 2 436 | Corea del Sud | 0 - 3 | Portogallo    | 23-25, 26-28, 23-25        |
| 26 giugno 2016 SaskTel Centre, Saskatoon Durata: 1h:51 - Spettatori: 1 267 | Corea del Sud | 1 - 3 | Cina          | 25-18, 23-25, 17-25, 23-25 |
| 26 giugno 2016 SaskTel Centre, Saskatoon Durata: 1h:50 - Spettatori: 1 771 | Canada        | 3 - 1 | Portogallo    | 24-26, 25-15, 25-23, 25-21 |

##### Terzo week-end
| Girone G2     | Girone H2  | Girone I2  |
| ------------- | ---------- | ---------- |
| Corea del Sud | Cina       | Canada     |
| Egitto        | Giappone   | Cuba       |
| Paesi Bassi   | Slovacchia | Finlandia  |
| Rep. Ceca     | Turchia    | Portogallo |

###### Girone G2
| 1º luglio 2016 Jangchung Gymnasium, Seul Durata: 1h:25 - Spettatori: 2 000 | Corea del Sud | 3 - 0 | Rep. Ceca   | 25-18, 25-21, 25-20               |
| 1º luglio 2016 Jangchung Gymnasium, Seul Durata: 1h:43 - Spettatori: 500   | Egitto        | 1 - 3 | Paesi Bassi | 19-25, 25-21, 18-25, 16-25        |
| 2 luglio 2016 Jangchung Gymnasium, Seul Durata: 2h:31 - Spettatori: 3 500  | Corea del Sud | 3 - 2 | Egitto      | 26-24, 25-20, 23-25, 28-30, 15-13 |
| 2 luglio 2016 Jangchung Gymnasium, Seul Durata: 1h:45 - Spettatori: 500    | Rep. Ceca     | 1 - 3 | Paesi Bassi | 20-25, 26-24, 23-25, 16-25        |
| 3 luglio 2016 Jangchung Gymnasium, Seul Durata: 2h:14 - Spettatori: 3 800  | Corea del Sud | 3 - 2 | Paesi Bassi | 25-16, 22-25, 21-25, 25-21, 18-16 |
| 3 luglio 2016 Jangchung Gymnasium, Seul Durata: 1h:28 - Spettatori: 500    | Rep. Ceca     | 3 - 0 | Egitto      | 25-19, 32-30, 25-23               |

###### Girone H2
| 1º luglio 2016 Xuancheng Sports Centre, Xuancheng Durata: 1h:16 - Spettatori: 4 018 | Turchia    | 3 - 0 | Giappone   | 25-21, 25-20, 25-22               |
| 1º luglio 2016 Xuancheng Sports Centre, Xuancheng Durata: 1h:12 - Spettatori: 4 283 | Cina       | 3 - 0 | Slovacchia | 25-19, 25-18, 25-22               |
| 2 luglio 2016 Xuancheng Sports Centre, Xuancheng Durata: 1h:53 - Spettatori: 4 513  | Slovacchia | 3 - 1 | Giappone   | 25-18, 25-21, 24-26, 25-22        |
| 2 luglio 2016 Xuancheng Sports Centre, Xuancheng Durata: 1h:18 - Spettatori: 4 589  | Cina       | 0 - 3 | Turchia    | 25-27, 23-25, 18-25               |
| 3 luglio 2016 Xuancheng Sports Centre, Xuancheng Durata: 1h:56 - Spettatori: 4 579  | Turchia    | 3 - 2 | Slovacchia | 25-13, 16-25, 21-25, 25-22, 15-10 |
| 3 luglio 2016 Xuancheng Sports Centre, Xuancheng Durata: 1h:13 - Spettatori: 4 808  | Cina       | 3 - 0 | Giappone   | 25-11, 25-22, 25-20               |

###### Girone I2
| 1º luglio 2016 Tampereen jäähalli, Tampere Durata: 2h:03 - Spettatori: 1 620 | Canada     | 3 - 2 | Cuba       | 24-26, 25-21, 19-25, 25-16, 15-13 |
| 1º luglio 2016 Tampereen jäähalli, Tampere Durata: 2h:02 - Spettatori: 2 993 | Finlandia  | 2 - 3 | Portogallo | 25-22, 21-25, 25-19, 24-26, 12-15 |
| 2 luglio 2016 Tampereen jäähalli, Tampere Durata: 1h:23 - Spettatori: 2 270  | Portogallo | 0 - 3 | Canada     | 18-25, 22-25, 21-25               |
| 2 luglio 2016 Tampereen jäähalli, Tampere Durata: 1h:39 - Spettatori: 4 150  | Finlandia  | 3 - 1 | Cuba       | 25-19, 25-12, 18-25, 25-21        |
| 3 luglio 2016 Tampereen jäähalli, Tampere Durata: 1h:53 - Spettatori: 1 160  | Cuba       | 3 - 2 | Portogallo | 25-19, 22-25, 25-19, 20-25, 15-9  |
| 3 luglio 2016 Tampereen jäähalli, Tampere Durata: 2h:02 - Spettatori: 2 187  | Finlandia  | 3 - 2 | Canada     | 25-22, 18-25, 25-20, 21-25, 15-13 |

##### Classifica
| Pos | Squadra       | Pt | G | V | P | SV | SP | Ratio | PF  | PS  | Ratio |
| --- | ------------- | -- | - | - | - | -- | -- | ----- | --- | --- | ----- |
| 1   | Canada        | 24 | 9 | 8 | 1 | 27 | 7  | 3.714 | 787 | 677 | 1.162 |
| 2   | Turchia       | 21 | 9 | 8 | 1 | 25 | 10 | 2.500 | 813 | 756 | 1.075 |
| 3   | Paesi Bassi   | 19 | 9 | 6 | 3 | 22 | 15 | 1.466 | 839 | 768 | 1.092 |
| 4   | Finlandia     | 18 | 9 | 6 | 3 | 22 | 16 | 1.375 | 858 | 826 | 1.038 |
| 5   | Rep. Ceca     | 13 | 9 | 5 | 4 | 19 | 19 | 1.000 | 837 | 850 | 0.984 |
| 6   | Cina          | 12 | 9 | 4 | 5 | 13 | 17 | 0.764 | 681 | 681 | 1.000 |
| 7   | Egitto        | 11 | 9 | 4 | 5 | 15 | 20 | 0.750 | 781 | 816 | 0.957 |
| 8   | Slovacchia    | 10 | 9 | 3 | 6 | 15 | 22 | 0.681 | 788 | 843 | 0.934 |
| 9   | Cuba          | 9  | 9 | 3 | 6 | 18 | 24 | 0.750 | 891 | 917 | 0.971 |
| 10  | Corea del Sud | 9  | 9 | 3 | 6 | 14 | 22 | 0.636 | 804 | 820 | 0.980 |
| 11  | Giappone      | 9  | 9 | 2 | 7 | 14 | 21 | 0.666 | 763 | 803 | 0.950 |
| 12  | Portogallo    | 7  | 9 | 2 | 7 | 13 | 23 | 0.565 | 758 | 843 | 0.899 |

#### Gruppo 3

##### Primo week-end
| Girone A3 | Girone B3  | Girone C3     |
| --------- | ---------- | ------------- |
| Qatar     | Germania   | Grecia        |
| Slovenia  | Messico    | Kazakistan    |
| Tunisia   | Montenegro | Porto Rico    |
| Venezuela | Spagna     | Taipei cinese |

###### Girone A3
| 17 giugno 2016 Arena Stožice, Lubiana Durata: 1h:18 - Spettatori: 160   | Tunisia   | 0 - 3 | Venezuela | 22-25, 26-28, 20-25        |
| 17 giugno 2016 Arena Stožice, Lubiana Durata: 1h:46 - Spettatori: 1 600 | Slovenia  | 3 - 1 | Qatar     | 25-15, 25-21, 18-25, 25-18 |
| 18 giugno 2016 Arena Stožice, Lubiana Durata: 1h:54 - Spettatori: 100   | Venezuela | 3 - 1 | Qatar     | 25-27, 25-15, 27-25, 25-23 |
| 18 giugno 2016 Arena Stožice, Lubiana Durata: 1h:15 - Spettatori: 1 200 | Tunisia   | 0 - 3 | Slovenia  | 17-25, 20-25, 22-25        |
| 19 giugno 2016 Arena Stožice, Lubiana Durata: 1h:44 - Spettatori: 100   | Qatar     | 3 - 1 | Tunisia   | 25-22, 25-20, 23-25, 25-20 |
| 19 giugno 2016 Arena Stožice, Lubiana Durata: 1h:53 - Spettatori: 2 300 | Venezuela | 1 - 3 | Slovenia  | 25-23, 22-25, 24-26, 22-25 |

###### Girone B3
| 17 giugno 2016 Olympic Complex, Città del Messico Durata: 2h:05 - Spettatori: 600 | Montenegro | 3 - 2 | Germania   | 22-25, 25-22, 25-17, 21-25, 15-11 |
| 17 giugno 2016 Olympic Complex, Città del Messico Durata: 2h:03 - Spettatori: 800 | Messico    | 2 - 3 | Spagna     | 22-25, 26-24, 19-25, 25-22, 12-15 |
| 18 giugno 2016 Olympic Complex, Città del Messico Durata: 1h:45 - Spettatori: 600 | Germania   | 1 - 3 | Spagna     | 20-25, 28-26, 16-25, 17-25        |
| 18 giugno 2016 Olympic Complex, Città del Messico Durata: 1h:43 - Spettatori: 800 | Messico    | 1 - 3 | Montenegro | 19-25, 25-21, 21-25, 23-25        |
| 19 giugno 2016 Olympic Complex, Città del Messico Durata: 2h:09 - Spettatori: 700 | Spagna     | 2 - 3 | Montenegro | 27-25, 23-25, 18-25, 25-21, 13-15 |
| 19 giugno 2016 Olympic Complex, Città del Messico Durata: 1h:36 - Spettatori: 950 | Messico    | 3 - 1 | Germania   | 25-21, 25-20, 15-25, 25-17        |

###### Girone C3
| 17 giugno 2016 Kozani New Indoor Sports Hall, Kozani Durata: 1h:18 - Spettatori: 350   | Taipei cinese | 3 - 0 | Porto Rico    | 25-20, 30-28, 25-15        |
| 17 giugno 2016 Kozani New Indoor Sports Hall, Kozani Durata: 1h:23 - Spettatori: 2 000 | Kazakistan    | 0 - 3 | Grecia        | 16-25, 26-28, 18-25        |
| 18 giugno 2016 Kozani New Indoor Sports Hall, Kozani Durata: 1h:30 - Spettatori: 300   | Kazakistan    | 3 - 0 | Taipei cinese | 25-22, 25-23, 28-26        |
| 18 giugno 2016 Kozani New Indoor Sports Hall, Kozani Durata: 1h:16 - Spettatori: 2 400 | Grecia        | 3 - 0 | Porto Rico    | 25-16, 25-22, 25-19        |
| 19 giugno 2016 Kozani New Indoor Sports Hall, Kozani Durata: 1h:26 - Spettatori: 300   | Porto Rico    | 3 - 0 | Kazakistan    | 29-27, 25-19, 25-21        |
| 19 giugno 2016 Kozani New Indoor Sports Hall, Kozani Durata: 1h:50 - Spettatori: 2 500 | Grecia        | 3 - 1 | Taipei cinese | 22-25, 25-18, 25-21, 25-22 |

##### Secondo week-end
| Girone D3  | Girone E3  | Girone F3     |
| ---------- | ---------- | ------------- |
| Grecia     | Messico    | Germania      |
| Qatar      | Montenegro | Kazakistan    |
| Porto Rico | Venezuela  | Spagna        |
| Slovenia   | Tunisia    | Taipei cinese |

###### Girone D3
| 24 giugno 2016 Alexandreio Melathron, Salonicco Durata: 1h:19 - Spettatori: 300   | Slovenia   | 3 - 0 | Qatar      | 25-21, 25-18, 25-20        |
| 24 giugno 2016 Alexandreio Melathron, Salonicco Durata: 1h:57 - Spettatori: 1 500 | Grecia     | 3 - 1 | Porto Rico | 25-17, 25-17, 27-29, 26-24 |
| 25 giugno 2016 Alexandreio Melathron, Salonicco Durata: 1h:20 - Spettatori: 200   | Slovenia   | 3 - 0 | Porto Rico | 25-16, 25-22, 25-12        |
| 25 giugno 2016 Alexandreio Melathron, Salonicco Durata: 1h:25 - Spettatori: 1 000 | Grecia     | 0 - 3 | Qatar      | 21-25, 17-25, 24-26        |
| 26 giugno 2016 Alexandreio Melathron, Salonicco Durata: 1h:14 - Spettatori: 200   | Porto Rico | 0 - 3 | Qatar      | 22-25, 23-25, 16-25        |
| 26 giugno 2016 Alexandreio Melathron, Salonicco Durata: 1h:58 - Spettatori: 2 000 | Grecia     | 3 - 1 | Slovenia   | 25-23, 22-25, 25-21, 29-27 |

###### Girone E3
| 24 giugno 2016 Salle Omnisport de Radès, Radès Durata: 1h:58 - Spettatori: 100   | Montenegro | 2 - 3 | Venezuela  | 19-25, 16-25, 25-19, 25-15, 13-15 |
| 24 giugno 2016 Salle Omnisport de Radès, Radès Durata: 1h:41 - Spettatori: 1 200 | Tunisia    | 3 - 1 | Messico    | 22-25, 25-22, 25-17, 25-18        |
| 25 giugno 2016 Salle Omnisport de Radès, Radès Durata: 1h:57 - Spettatori: 120   | Messico    | 2 - 3 | Venezuela  | 25-22, 18-25, 21-25, 25-23, 10-15 |
| 25 giugno 2016 Salle Omnisport de Radès, Radès Durata: 2h:32 - Spettatori: 600   | Tunisia    | 3 - 2 | Montenegro | 22-25, 25-27, 31-29, 26-24, 19-17 |
| 26 giugno 2016 Salle Omnisport de Radès, Radès Durata: 1h:41 - Spettatori: 80    | Messico    | 1 - 3 | Montenegro | 25-18, 17-25, 22-25, 19-25        |
| 26 giugno 2016 Salle Omnisport de Radès, Radès Durata: 1h:57 - Spettatori: 1 000 | Tunisia    | 3 - 1 | Venezuela  | 28-26, 25-27, 25-23, 25-18        |

###### Girone F3
| 24 giugno 2016 Baluan Sholak Sports Palace, Almaty Durata: 1h:43 - Spettatori: 1 047 | Spagna        | 1 - 3 | Taipei cinese | 20-25, 22-25, 26-24, 20-25 |
| 24 giugno 2016 Baluan Sholak Sports Palace, Almaty Durata: 1h:28 - Spettatori: 2 523 | Kazakistan    | 0 - 3 | Germania      | 21-25, 19-25, 25-27        |
| 25 giugno 2016 Baluan Sholak Sports Palace, Almaty Durata: 1h:52 - Spettatori: 1 130 | Taipei cinese | 3 - 1 | Germania      | 25-23, 16-25, 30-28, 25-21 |
| 25 giugno 2016 Baluan Sholak Sports Palace, Almaty Durata: 1h:21 - Spettatori: 2 580 | Kazakistan    | 0 - 3 | Spagna        | 22-25, 18-25, 21-25        |
| 26 giugno 2016 Baluan Sholak Sports Palace, Almaty Durata: 1h:44 - Spettatori: 1 894 | Germania      | 3 - 1 | Spagna        | 25-20, 21-25, 25-16, 25-14 |
| 26 giugno 2016 Baluan Sholak Sports Palace, Almaty Durata: 1h:49 - Spettatori: 3 000 | Kazakistan    | 1 - 3 | Taipei cinese | 25-23, 23-25, 22-25, 22-25 |

##### Classifica
| Pos | Squadra       | Pt | G | V | P | SV | SP | Ratio | PF  | PS  | Ratio |
| --- | ------------- | -- | - | - | - | -- | -- | ----- | --- | --- | ----- |
| 1   | Slovenia      | 15 | 6 | 5 | 1 | 16 | 5  | 3.200 | 513 | 441 | 1.163 |
| 2   | Grecia        | 15 | 6 | 5 | 1 | 15 | 6  | 2.500 | 516 | 462 | 1.116 |
| 3   | Taipei cinese | 12 | 6 | 4 | 2 | 13 | 9  | 1.444 | 530 | 515 | 1.029 |
| 4   | Montenegro    | 12 | 6 | 4 | 2 | 16 | 12 | 1.333 | 628 | 599 | 1.048 |
| 5   | Venezuela     | 10 | 6 | 4 | 2 | 14 | 11 | 1.272 | 576 | 557 | 1.034 |
| 6   | Qatar         | 9  | 6 | 3 | 3 | 11 | 10 | 1.100 | 477 | 480 | 0.993 |
| 7   | Spagna        | 9  | 6 | 3 | 3 | 13 | 12 | 1.083 | 556 | 552 | 1.007 |
| 8   | Tunisia       | 8  | 6 | 3 | 3 | 10 | 13 | 0.769 | 537 | 549 | 0.978 |
| 9   | Germania      | 7  | 6 | 2 | 4 | 11 | 13 | 0.846 | 534 | 535 | 0.998 |
| 10  | Messico       | 5  | 6 | 1 | 5 | 10 | 16 | 0.625 | 546 | 590 | 0.925 |
| 11  | Kazakistan    | 3  | 6 | 1 | 5 | 4  | 15 | 0.266 | 423 | 478 | 0.884 |
| 12  | Porto Rico    | 3  | 6 | 1 | 5 | 4  | 15 | 0.266 | 397 | 475 | 0.835 |

### Fase finale

#### Gruppo 1

##### Fase a gironi
| Girone J1 | Girone K1   |
| --------- | ----------- |
| Francia   | Brasile     |
| Polonia   | Italia      |
| Serbia    | Stati Uniti |

###### Girone J1 - Risultati
| 13 luglio 2016 Kraków Arena, Cracovia Durata: 1h:58 - Spettatori: 4 240 | Polonia | 3 - 2 | Francia | 21-25, 17-25, 25-17, 28-26, 15-12 |
| 14 luglio 2016 Kraków Arena, Cracovia Durata: 1h:48 - Spettatori: 5 360 | Polonia | 1 - 3 | Serbia  | 23-25, 20-25, 25-18, 18-25        |
| 15 luglio 2016 Kraków Arena, Cracovia Durata: 1h:58 - Spettatori: 1 170 | Serbia  | 2 - 3 | Francia | 20-25, 19-25, 26-24, 25-19, 12-15 |

###### Girone J1 - Classifica
| Pos | Squadra | Pt | G | V | P | SV | SP | Ratio | PF  | PS  | Ratio |
| --- | ------- | -- | - | - | - | -- | -- | ----- | --- | --- | ----- |
| 1   | Serbia  | 4  | 2 | 1 | 1 | 5  | 4  | 1.250 | 195 | 194 | 1.005 |
| 2   | Francia | 3  | 2 | 1 | 1 | 5  | 5  | 1.000 | 213 | 208 | 1.044 |
| 3   | Polonia | 2  | 2 | 1 | 1 | 4  | 5  | 0.800 | 192 | 198 | 0.969 |

###### Girone K1 - Risultati
| 13 luglio 2016 Kraków Arena, Cracovia Durata: 1h:24 - Spettatori: 2 490 | Brasile     | 3 - 0 | Italia      | 25-18, 25-20, 25-19               |
| 14 luglio 2016 Kraków Arena, Cracovia Durata: 2h:01 - Spettatori: 2 340 | Stati Uniti | 1 - 3 | Italia      | 22-25, 25-27, 28-26, 21-25        |
| 15 luglio 2016 Kraków Arena, Cracovia Durata: 2h:22 - Spettatori: 2 380 | Brasile     | 3 - 2 | Stati Uniti | 24-26, 21-25, 28-26, 25-21, 15-12 |

###### Girone K1 - Classifica
| Pos | Squadra     | Pt | G | V | P | SV | SP | Ratio | PF  | PS  | Ratio |
| --- | ----------- | -- | - | - | - | -- | -- | ----- | --- | --- | ----- |
| 1   | Brasile     | 5  | 2 | 2 | 0 | 6  | 2  | 3.000 | 188 | 167 | 1.125 |
| 2   | Italia      | 3  | 2 | 1 | 1 | 3  | 4  | 0.750 | 160 | 171 | 0.935 |
| 3   | Stati Uniti | 1  | 2 | 0 | 2 | 3  | 6  | 0.500 | 206 | 216 | 0.953 |

##### Final Four
|  | Semifinali | Semifinali | Semifinali |         |        | Finale   | Finale   | Finale   |  |
|  |            |            |            |         |        |          |          |          |  |
|  | Serbia     | Serbia     | 3          |         |        |          |          |          |  |
|  | Serbia     | Serbia     | 3          |         |        |          |          |          |  |
|  | Italia     | Italia     | 2          |         |        |          |          |          |  |
|  | Italia     | Italia     | 2          |         | Serbia | Serbia   | 3        |          |  |
|  |            |            |            |         | Serbia | Serbia   | 3        |          |  |
|  |            |            | Brasile    | Brasile | 0      |          |          |          |  |
|  | Francia    | Francia    | Brasile    | Brasile | 0      | 1        |          |          |  |
|  | Francia    | Francia    |            |         |        | 1        |          |          |  |
|  | Brasile    | Brasile    | 3          |         |        | 3º posto | 3º posto | 3º posto |  |
|  | Brasile    | Brasile    | 3          |         |        |          |          |          |  |
|  |            |            |            |         |        |          |          |          |  |
|  |            |            |            |         |        | Italia   | Italia   | 0        |  |
|  |            |            |            |         |        | Italia   | Italia   | 0        |  |
|  |            |            |            |         |        | Francia  | Francia  | 3        |  |

###### Semifinali
| 16 luglio 2016 Kraków Arena, Cracovia Durata: 2h:22 - Spettatori: 2 870 | Serbia  | 3 - 2 | Italia  | 23-25, 25-21, 25-23, 18-25, 15-11 |
| 16 luglio 2016 Kraków Arena, Cracovia Durata: 2h:16 - Spettatori: 3 700 | Francia | 1 - 3 | Brasile | 16-25, 25-23, 26-28, 31-33        |

###### Finale 3º posto
| 17 luglio 2016 Kraków Arena, Cracovia Durata: 1h:20 - Spettatori: 3 430 | Italia | 0 - 3 | Francia | 23-25, 21-25, 20-25 |

###### Finale
| 17 luglio 2016 Kraków Arena, Cracovia Durata: 1h:25 - Spettatori: 4 580 | Serbia | 3 - 0 | Brasile | 25-22, 25-22, 25-21 |

#### Gruppo 2
|  | Semifinali  | Semifinali  | Semifinali |            |        | Finale      | Finale      | Finale   |  |
|  |             |             |            |            |        |             |             |          |  |
|  | Canada      | Canada      | 3          |            |        |             |             |          |  |
|  | Canada      | Canada      | 3          |            |        |             |             |          |  |
|  | Turchia     | Turchia     | 0          |            |        |             |             |          |  |
|  | Turchia     | Turchia     | 0          |            | Canada | Canada      | 3           |          |  |
|  |             |             |            |            | Canada | Canada      | 3           |          |  |
|  |             |             | Portogallo | Portogallo | 0      |             |             |          |  |
|  | Portogallo  | Portogallo  | Portogallo | Portogallo | 0      | 3           |             |          |  |
|  | Portogallo  | Portogallo  |            |            |        | 3           |             |          |  |
|  | Paesi Bassi | Paesi Bassi | 1          |            |        | 3º posto    | 3º posto    | 3º posto |  |
|  | Paesi Bassi | Paesi Bassi | 1          |            |        |             |             |          |  |
|  |             |             |            |            |        |             |             |          |  |
|  |             |             |            |            |        | Turchia     | Turchia     | 1        |  |
|  |             |             |            |            |        | Turchia     | Turchia     | 1        |  |
|  |             |             |            |            |        | Paesi Bassi | Paesi Bassi | 3        |  |

##### Semifinali
| 9 luglio 2016 Centro de Desportos, Matosinhos Durata: 1h:25 - Spettatori: 1 250 | Canada     | 3 - 0 | Turchia     | 26-24, 25-17, 25-23        |
| 9 luglio 2016 Centro de Desportos, Matosinhos Durata: 2h:01 - Spettatori: 4 800 | Portogallo | 3 - 1 | Paesi Bassi | 25-22, 26-24, 17-25, 29-27 |

##### Finale 3º posto
| 10 luglio 2016 Centro de Desportos, Matosinhos Durata: 1h:56 - Spettatori: 800 | Turchia | 1 - 3 | Paesi Bassi | 23-25, 30-28, 22-25, 22-25 |

##### Finale
| 10 luglio 2016 Centro de Desportos, Matosinhos Durata: 1h:13 - Spettatori: 2 000 | Canada | 3 - 0 | Portogallo | 25-19, 25-22, 25-15 |

#### Gruppo 3
|  | Semifinali    | Semifinali    | Semifinali |          |          | Finale        | Finale        | Finale   |  |
|  |               |               |            |          |          |               |               |          |  |
|  | Germania      | Germania      | 3          |          |          |               |               |          |  |
|  | Germania      | Germania      | 3          |          |          |               |               |          |  |
|  | Taipei cinese | Taipei cinese | 0          |          |          |               |               |          |  |
|  | Taipei cinese | Taipei cinese | 0          |          | Germania | Germania      | 1             |          |  |
|  |               |               |            |          | Germania | Germania      | 1             |          |  |
|  |               |               | Slovenia   | Slovenia | 3        |               |               |          |  |
|  | Slovenia      | Slovenia      | Slovenia   | Slovenia | 3        | 3             |               |          |  |
|  | Slovenia      | Slovenia      |            |          |          | 3             |               |          |  |
|  | Grecia        | Grecia        | 0          |          |          | 3º posto      | 3º posto      | 3º posto |  |
|  | Grecia        | Grecia        | 0          |          |          |               |               |          |  |
|  |               |               |            |          |          |               |               |          |  |
|  |               |               |            |          |          | Taipei cinese | Taipei cinese | 1        |  |
|  |               |               |            |          |          | Taipei cinese | Taipei cinese | 1        |  |
|  |               |               |            |          |          | Grecia        | Grecia        | 3        |  |

##### Semifinali
| 1º luglio 2016 Fraport Arena, Francoforte Durata: 1h:27 - Spettatori: 1 500 | Germania | 3 - 0 | Taipei cinese | 25-16, 25-19, 25-22 |
| 1º luglio 2016 Fraport Arena, Francoforte Durata: 1h:17 - Spettatori: 1 500 | Slovenia | 3 - 0 | Grecia        | 25-22, 25-20, 25-16 |

##### Finale 3º posto
| 2 luglio 2016 Fraport Arena, Francoforte Durata: 1h:49 - Spettatori: 1 000 | Taipei cinese | 1 - 3 | Grecia | 19-25, 25-22, 25-27, 18-25 |

##### Finale
| 2 luglio 2016 Fraport Arena, Francoforte Durata: 1h:49 - Spettatori: 2 200 | Germania | 1 - 3 | Slovenia | 19-25, 18-25, 25-21, 20-25 |

## Podio

### Campione
Formazione: 1 Aleksandar Okolić, 2 Uroš Kovačević, 3 Milan Katić, 5 Aleksa Brđović, 7 Dragan Stanković, 8 Marko Ivović, 9 Nikola Jovović, 10 Miloš Nikić, 15 Tomislav Đokić, 16 Dražen Luburić, 17 Neven Majstorović, 18 Marko Podraščanin, 19 Nikola Rosić, 20 Srećko Lisinac, CT: Nikola Grbić

### Secondo posto
Formazione: 1 Bruno de Rezende, 2 Isac Santos, 3 Éder Carbonera, 4 Wallace de Souza, 6 Tiago Brendle, 7 William Arjona, 10 Sérgio dos Santos, 12 Luiz Fonteles, 13 Maurício de Souza, 14 Douglas de Souza, 16 Lucas Saatkamp, 17 Evandro Guerra, 18 Ricardo Lucarelli, 19 Maurício Silva, CT: Bernardo de Rezende

### Terzo posto
Formazione: 2 Jenia Grebennikov, 4 Antonin Rouzier, 5 Trévor Clévenot, 6 Benjamin Toniutti, 7 Kévin Tillie, 9 Earvin N'Gapeth, 10 Kévin Le Roux, 11 Julien Lyneel, 13 Pierre Pujol, 14 Nicolas Le Goff, 15 Horacio d'Almeida, 16 Nicolas Maréchal, 17 Franck Lafitte, 18 Thibault Rossard, CT: Laurent Tillie

## Classifica finale
| Pos | Squadre       | Verdetto                     |
| --- | ------------- | ---------------------------- |
|     | Serbia        | Gruppo 1 - World League 2017 |
|     | Brasile       | Gruppo 1 - World League 2017 |
|     | Francia       | Gruppo 1 - World League 2017 |
| 4   | Italia        | Gruppo 1 - World League 2017 |
| 5   | Polonia       | Gruppo 1 - World League 2017 |
| 6   | Stati Uniti   | Gruppo 1 - World League 2017 |
| 7   | Russia        | Gruppo 1 - World League 2017 |
| 8   | Iran          | Gruppo 1 - World League 2017 |
| 9   | Belgio        | Gruppo 1 - World League 2017 |
| 10  | Argentina     | Gruppo 1 - World League 2017 |
| 11  | Bulgaria      | Gruppo 1 - World League 2017 |
| 12  | Australia     | Gruppo 2 - World League 2017 |
| 13  | Canada        | Gruppo 1 - World League 2017 |
| 14  | Portogallo    | Gruppo 2 - World League 2017 |
| 15  | Paesi Bassi   | Gruppo 2 - World League 2017 |
| 16  | Turchia       | Gruppo 2 - World League 2017 |
| 17  | Finlandia     | Gruppo 2 - World League 2017 |
| 18  | Rep. Ceca     | Gruppo 2 - World League 2017 |
| 19  | Cina          | Gruppo 2 - World League 2017 |
| 20  | Egitto        | Gruppo 2 - World League 2017 |
| 21  | Slovacchia    | Gruppo 2 - World League 2017 |
| 22  | Cuba          | Gruppo 2 - World League 2017 |
| 23  | Corea del Sud | Gruppo 2 - World League 2017 |
| 24  | Giappone      | Gruppo 3 - World League 2017 |
| 25  | Slovenia      | Gruppo 2 - World League 2017 |
| 26  | Germania      | Gruppo 3 - World League 2017 |
| 27  | Grecia        | Gruppo 3 - World League 2017 |
| 28  | Taipei cinese | Gruppo 3 - World League 2017 |
| 29  | Montenegro    | Gruppo 3 - World League 2017 |
| 30  | Venezuela     | Gruppo 3 - World League 2017 |
| 31  | Qatar         | Gruppo 3 - World League 2017 |
| 32  | Spagna        | Gruppo 3 - World League 2017 |
| 33  | Tunisia       | Gruppo 3 - World League 2017 |
| 34  | Messico       | Gruppo 3 - World League 2017 |
| 35  | Kazakistan    | Gruppo 3 - World League 2017 |
| 36  | Porto Rico    | Gruppo 3 - World League 2017 |

## Premi individuali
| Premio                | Nome              | Squadra |
| --------------------- | ----------------- | ------- |
| MVP                   | Marko Ivović      | Serbia  |
| Miglior palleggiatore | Simone Giannelli  | Italia  |
| Miglior opposto       | Wallace de Souza  | Brasile |
| Miglior schiacciatore | Marko Ivović      | Serbia  |
| Miglior schiacciatore | Antonin Rouzier   | Francia |
| Miglior centrale      | Maurício de Souza | Brasile |
| Miglior centrale      | Srećko Lisinac    | Serbia  |
| Miglior libero        | Jenia Grebennikov | Francia |